# Лоб, Лиза
Ли́за Энн Лоб (англ. Lisa Anne Loeb; род. 11 марта 1968, Бетесда, Мэриленд, США) — американская певица, гитаристка и актриса.

## Биография
Лиза Лоб родилась 11 марта 1968 года в Бетесде (штат Мэриленд, США). У Лизы есть трое братьев и сестёр, включая певицу Дебби Лоб. К актёру Мартину Лобу отношения не имеет, это однофамилец.
В середине 1980-х годов в университете Брауна Лиза Лоб и Элизабет Митчелл сформировали группу под названием Liz and Lisa, вместе с будущим певцом и автором песен, а в то время сокурсником Дунканом Шейком в качестве гитариста. Дуэт  выпустил два альбома Liz and Lisa (1989) и Liz and Lisa - Days Were Different (1990). После окончания университета к группе присоединились басист Рик Ласситер и барабанщик Чад Фишер. После того, как дуэт стал известным и у него появились поклонники, через несколько лет после окончания университета Лоб и Митчелл расстались.
Лоб занималась на летних курсах Музыкального колледжа Беркли в Бостоне , а в 1990 году сформировала полноценную группу под названием Nine Stories. Группа была так названа в честь книги Дж. Д. Сэлинджера, включала гитариста Тима Брайта, ударника Джонатана Файнберга на барабанах и Джо Куигли (бас-гитара). В 1992 году Лоб начала работать с продюсером Хуаном Патиньо над записью кассеты Purple Tape. Она включала самые ранние записи более поздних популярных треков, таких как "Do You Sleep?", "Snow Day", "Train Songs" и "It's Over". Лоб продавала поклонникам эту кассету действительно фиолетового цвета на концертах и использовала её как звуковую визитную карточку для менеджеров индустрии звукозаписи. Она и её группа сделали запись ее песни "Stay (I Missed You)" в тот же период.

## Личная жизнь
В 2006 году Лоб познакомилась с Роуи Хершковитцом во время деловой встречи для кулинарного телешоу. 31 января 2009 года они поженились. У супругов двое детей — дочь Лайла Роуз Лоб-Хершковитц (род. 29 ноября 2009) и сын Эмет Кали Лоб-Хершковитц (род. 15 июня 2012).

## Дискография
Студийные альбомы
- 1990: Liz and Lisa — Days Were Different
- 1992: Purple Tape
- 1995: Tails
- 1997: Firecracker
- 2002: Cake and Pie
- 2002: Hello Lisa
- 2003: Catch the Moon
- 2004: The Way It Really Is
- 2008: Camp Lisa
- 2011: Lisa Loeb’s Silly Sing-Along: The Disappointing Pancake and Other Zany Songs
- 2013: No Fairy Tale
- 2015: Nursery Rhyme Parade!
- 2016: Feel What U Feel

## Избранная фильмография
| Год       |   | Русское название | Оригинальное название | Роль              |
| --------- | - | ---------------- | --------------------- | ----------------- |
| 2008—2012 | с | Сплетница        | Gossip Girl           | в роли самой себя |